# Ascorhynchus compactus
Ascorhynchus compactus är en havsspindelart som beskrevs av Clark, W.C. 1963. Ascorhynchus compactus ingår i släktet Ascorhynchus och familjen Ammotheidae. Inga underarter finns listade i Catalogue of Life.